# Dorcadion coelloi
Dorcadion coelloi là một loài bọ cánh cứng trong họ Cerambycidae.